# Guacamai caragroc
El guacamai caragroc (Orthopsittaca manilata) és una espècie d'ocell de la família dels psitàcids, i única espècie del gènere Orthopsittaca (Ridgway, 1912). Habita boscos, sabanes, pantans, palmerars i ciutats d'Amèrica del Sud, des de Colòmbia, Veneçuela i Guaiana, cap al sud, per l'est dels Andes fins a l'est de l'Equador, del Perú i de Bolívia i el centre del Brasil.